# Cheyenne megye (Colorado)
Cheyenne megye az Amerikai Egyesült Államokban, azon belül Colorado államban található. Megyeszékhelye és legnagyobb városa Cheyenne Wells. Lakosainak száma 1748 fő (2020. április 1.).

## Szomszédos megyék
- Kit Carson megye (észak)
- Wallace megye (kelet)
- Greeley megye (délkelet)
- Lincoln megye (nyugat)
- Kiowa megye (dél)

## Népesség
A megye népességének változása:
| Lakosok száma | 1835 | 1870 | 1881 | 1890 | 1829 | 1748 |
|               | 2010 | 2011 | 2012 | 2013 | 2015 | 2020 |